# Centrul de Investigare a Crimelor Comunismului
Centrul de Investigare a Crimelor Comunismului (CICC) este un institut de cercetare aflat sub egida Asociației pentru Memoria Victimelor Comunismului, înființat în aprilie 2010 și condus de istoricul Marius Oprea.